# Erdbeben in Peru vom 31. Mai 1970
Das Erdbeben in Peru vom 31. Mai 1970 war die Erdbebenkatastrophe mit den meisten Todesopfern in der Geschichte Perus. Das Beben erschütterte um 15:23 Uhr Ortszeit die Erde mit einer Stärke von 7,9 Mw und verursachte den Einsturz tausender Häuser. Das Beben löste eine gewaltige Geröll- und Schlammlawine aus, die die Stadt Yungay unter sich begrub. Schätzungen zufolge kamen bei der Naturkatastrophe etwa 70.000 Menschen ums Leben. Rund 800.000 Menschen wurden obdachlos.

## Tektonik
An der Westküste Südamerikas taucht die Nazca-Platte unter der Südamerikanischen Platte ab, ein Vorgang der als Subduktion bezeichnet wird. Der Herdvorgang des Erdbebens war eine großflächige Abschiebung, verursacht von den Zugkräften der abtauchenden Nazca-Platte. Die Länge der Bruchfläche wird auf 130 Kilometer geschätzt. Das Epizentrum des Erdbebens lag vor der Küste der Region Ancash, etwa 20 Kilometer südöstlich der Hafenstadt Chimbote. Die Herdtiefe betrug 45 Kilometer. Das Beben hatte eine Momenten-Magnituden von 7,9 Mw und wurde mit einer Intensität von bis zu Stufe VIII erlebt. Die Erschütterungen dauerten etwa 45 Sekunden lang an. Ein kleiner Tsunami wurde ausgelöst.
In den nächsten Tagen traten mehrere Nachbeben auf, das stärkste davon am 4. Juni 1970 mit einer Magnitude von 6,4 Mw.

## Die Schlamm- und Gerölllawine

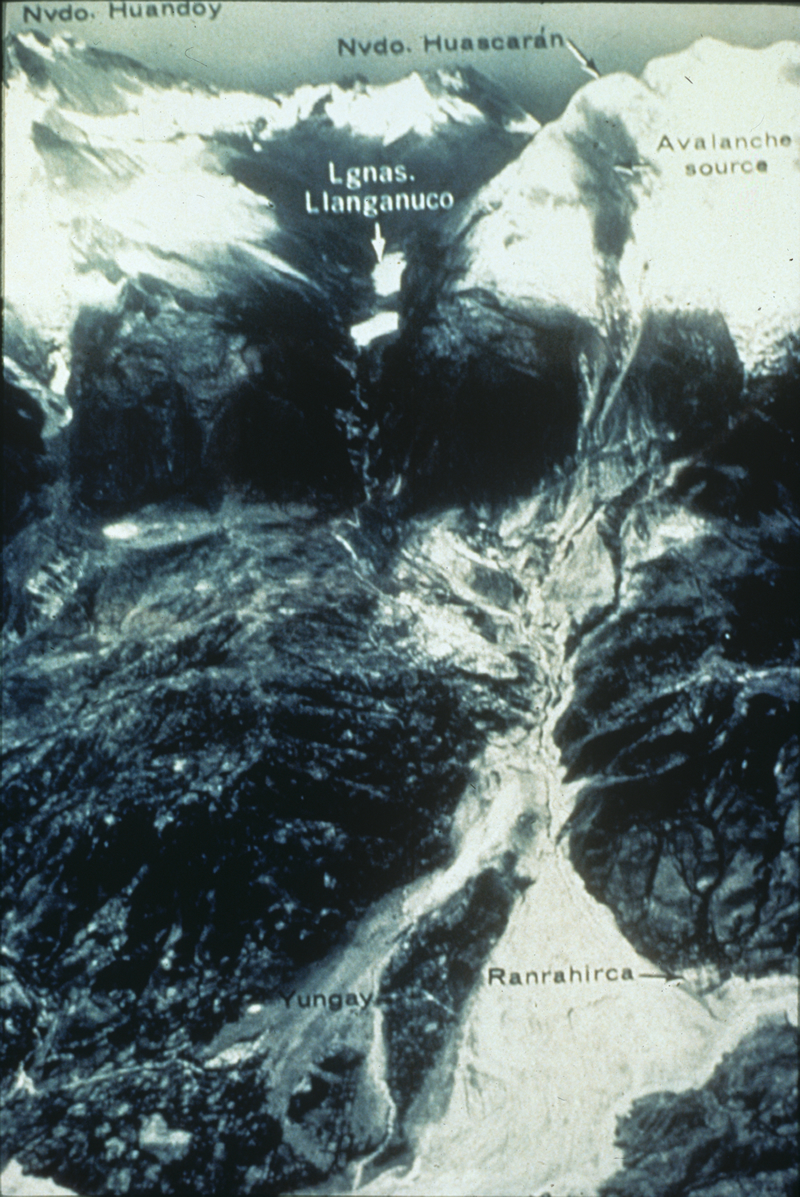
Die Schneise der Lawine am Nevado Huascarán

Ancash ist eine der bergigsten und am stärksten geographisch unterteilten Regionen Perus, mit nord-südlich verlaufenden Tälern auf beiden Seiten der Cordillera Blanca. Durch die Erschütterungen des Bebens löste sich vom höchsten Berg Perus, dem Nevado Huascarán eine Schlamm-, Eis- und Gerölllawine, die mit einer durchschnittlichen Geschwindigkeit von 320 km/h in das Tal des Río Santa hinunterraste und dabei alles in ihrem Weg zerstörte. Die Stadt Yungay wurde fast vollständig verschüttet, nur etwa 300 der 20.000 Einwohner überlebten die Katastrophe. Auch der Ort Ranrahirca wurde schwer getroffen. Der Schuttstrom floss dann das Tal des Río Santa hinab, verwüstete dabei Dörfer und Felder und zerstörte ein Abschlagsbauwerk des Wasserkraftwerks Cañón del Pato, das erst 1978 seinen Betrieb wieder aufnehmen konnte.

## Opfer und Schäden

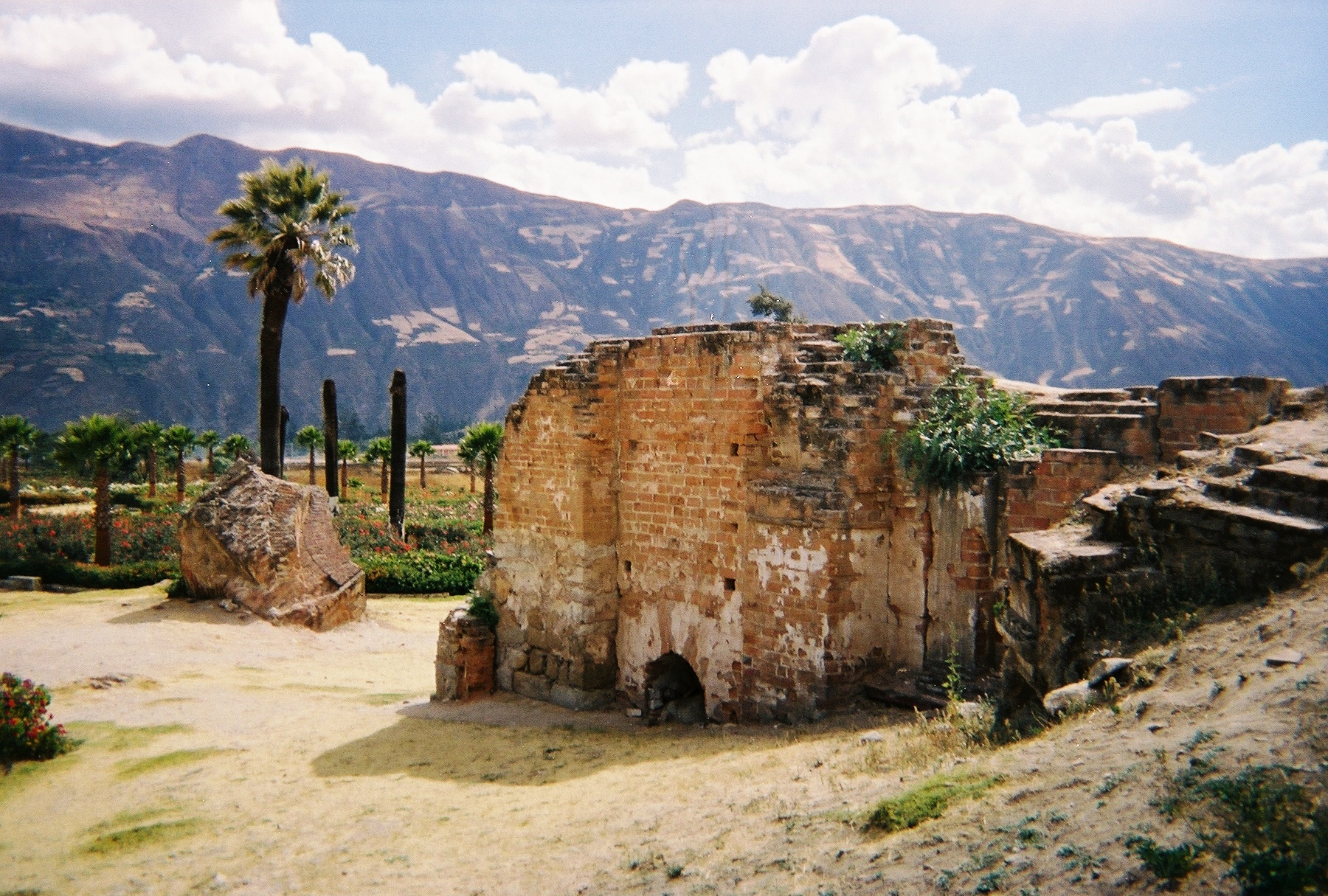
Die Ruine der Kathedrale von Yungay

Die am schlimmsten betroffenen Gebiete waren die Region Ancash und Teile der benachbarten Regionen La Libertad, Huánuco und Lima.
Schätzungen zufolge kamen bei dem Erdbeben etwa 70.000 Menschen ums Leben. Für die Zahl der Verletzten gibt es Schätzungen von 50.000 bis 150.000.
In mehr als 2000 Städten und Dörfer entstanden Schäden. Im Hochland stürzten tausende von Lehmziegelhäusern ein. Zu schweren Schäden kam es auch an der Küste, wo etwa 65 Prozent der Gebäude und Straßen strukturell beeinträchtigt wurden. Zahlreiche Verkehrswege wurden durch Erdrutsche und Felsstürze unterbrochen. Die Kapazitäten zur Stromerzeugung in den Regionen Ancash und La Liberdad wurden um 90 Prozent reduziert.

## Hilfe und Wiederaufbau
Aus dem Ausland trafen hohe Hilfsgeldzahlungen und Hilfsgüter ein und Helfer reisten in die betroffenen Gebiete. Bis 1982 leisteten viele NGOs und andere Länder Hilfszahlungen, das US-amerikanische Food-for-Peace-Programm auch noch darüber hinaus.
Küstenstädte wurden durch Schiffe der Marine mit Nahrung und Hilfsgütern versorgt. Die Regierung erklärte ein Steuermoratorium und enteignete vorübergehend das gesamte Land in der betroffenen Region, um den Wiederaufbau zu vereinfachen. In Lima wurde bereits Anfang Juni 1970 eine Kommission für Hilfeleistungen und den Wiederaufbau der betroffenen Region gegründet, die (von zahlreichen Namensänderungen begleitet) bis 1986 bestehen blieb. 1971 verlegte sie ihren Sitz nach Vichay bei Huaraz. Bis 1972 wurde der meiste Schutt aus den größeren Städten entfernt. In den kommenden Jahren wurden Straßen gepflastert, neue Wohnprojekte errichtet und ganze Siedlungen neu aufgebaut. In Huaraz kam es durch den Wiederaufbau zu einer wirtschaftlichen Blüte und ein neuer Flughafen wurde in der Nähe der Stadt gebaut. Dennoch wohnten noch Jahrzehnte später zahlreiche Familien in Notunterkünften oder erhielten keine Unterstützung bei der Errichtung neuer Häuser. Probleme gab es auch mit schlecht geplanten oder schlecht gebauten Häusern und Straßen sowie mit wenig durchdachten Umsiedlungsprojekten. Der Wiederaufbau war dort am erfolgreichsten, wo Gemeinden zwar von der Zentralregierung oder ausländischen Organisationen unterstützt wurden, aber selbst die Planung und Kontrolle in die Hand nahmen.
Das Beben gab den Ausschlag für die Gründung der peruanischen Zivilschutzbehörde Instituto Nacional de Defensa Civil (INDECI) im Jahr 1972. An das große Beben von 1970 wird jährlich mit einer Tsunami- und Erdbebenübung erinnert.

## Belege
1. 1 2 3  Significant Earthquake Information: Peru: Northern, Pisco, Chiclayo. NCEI/WDS Global Significant Earthquake Database. NOAA National Centers for Environmental Information, abgerufen am 23. September 2020 (englisch).
2. ↑  Katsuyuki Abe: Mechanics and tectonic implications of the 1966 and 1970 Peru earthquakes. In: Physics of the Earth and Planetary Interiors. Band 5. 1972, S. 367–379, DOI:10.1016/0031-9201(72)90108-2 (englisch).
3. ↑  M 7.9 - near the coast of northern Peru. USGS, abgerufen am 31. Mai 2020 (englisch).
4. 1 2 3  In pictures: Peru's most catastrophic natural disaster. In: bbc.com. 31. Mai 2020, abgerufen am 31. Mai 2020 (englisch).
5. ↑  Nearby Seismicity – Search Results. USGS, abgerufen am 31. Mai 2020 (englisch).
6. 1 2 3 4  Rosa Muñoz Lima: 50 años tras el terremoto de Áncash: ¿qué aprendió Perú? In: dw.com 28. Mai 2020, abgerufen am 7. Juli 2020 (spanisch).
7. ↑  vgl. Lloyd S. Cluff: Peru earthquake of May 31, 1970; engineering geology observations. S. 511.